# Asesor financiero
El Asesor financiero es el profesional que ayuda a descubrir las necesidades financieras, analizando circunstancias pasadas, presentes y futuras de su cliente, teniendo en cuenta la edad, su patrimonio disponible, su tipo impositivo, su situación profesional y familiar, y el resto de inversiones que pueda disponer. Una vez analizado su perfil de riesgo y sus necesidades, el asesor llevará a cabo sus recomendaciones de inversión, asesorándose según sus circunstancias y necesidades vayan cambiando y adaptándolas al momento actual.
La relación entre cliente-asesor es la base de un buen asesoramiento financiero, que se basa en un gran grado de confianza (con unos derechos y obligaciones por cada parte) y el asesor debe velar por los intereses del cliente como si fueran los suyos propios. Por ello, el asesor debe siempre ofrecer independencia y objetividad en todas las recomendaciones; contemplando siempre el largo plazo y lo más importante: debe crear, cultivar y mantener una estrecha relación con el cliente.
Generalmente, un asesor financiero dispone de una titulación de grado dentro del campo de las Ciencias Económicas (Administración, Economía o Contabilidad) con una o varias carreras de posgrado en Finanzas y/o Mercados de Capitales.

## Regulación en España
El nuevo marco legal bajo la MiFID y la Ley del Mercado de Valores, introduce importantes novedades en la distribución y el asesoramiento financiero: 
1. Distribución financiera:
- Las ESI (Empresas de Servicios de Inversión), pueden designar agentes para la promoción y comercialización de los servicios de inversión.
- La comercialización de servicios de inversión y la captación de clientes sólo puede realizarse por las propias empresas o por sus agentes.
- La comercialización de servicios de inversión y la captación de clientes no constituyen en sí mismas servicios de inversión.
- Se pueden prestar servicios de inversión por medio de otra empresa de servicios de inversión.

2. Novedades en el asesoramiento Financiero:
- El asesoramiento en materia de inversión es un nuevo servicio de inversión.
- Surge una nueva categoría de ESI: EAFI ( Empresas de Asesoramiento Financiero). Las EAFI se pueden constituir como persona física o jurídica y no pueden contratar agentes.
- Los agentes de las empresas prestadoras de servicios de inversión, no pueden prestar asesoramiento en materia de inversión.

3. Las Actividades:
- El nuevo marco legal distingue entre las actividades de promoción y comercialización y las de asesoramiento de inversiones.
- Promoción y comercialización: Las recomendaciones de carácter genérico y no personalizadas se consideran comunicaciones de carácter general.
- Asesoramiento Financiero: Prestación de recomendaciones personalizadas a un cliente.

El Real Decreto 84/2015 que desarrolla la Ley de Ordenación Bancaria en España, dedica sus artículos 21 y 22 a los Agentes Financieros y a las condiciones como las entidades de crédito pueden delegar sus funciones y su prestación de servicios en ellos.